# Crecchio
Crecchio – miejscowość i gmina we Włoszech, w regionie Abruzja, w prowincji Chieti.
Według danych na rok 2004 gminę zamieszkiwały 3052 osoby, 160,6 os./km².